# III symfonia Schuberta

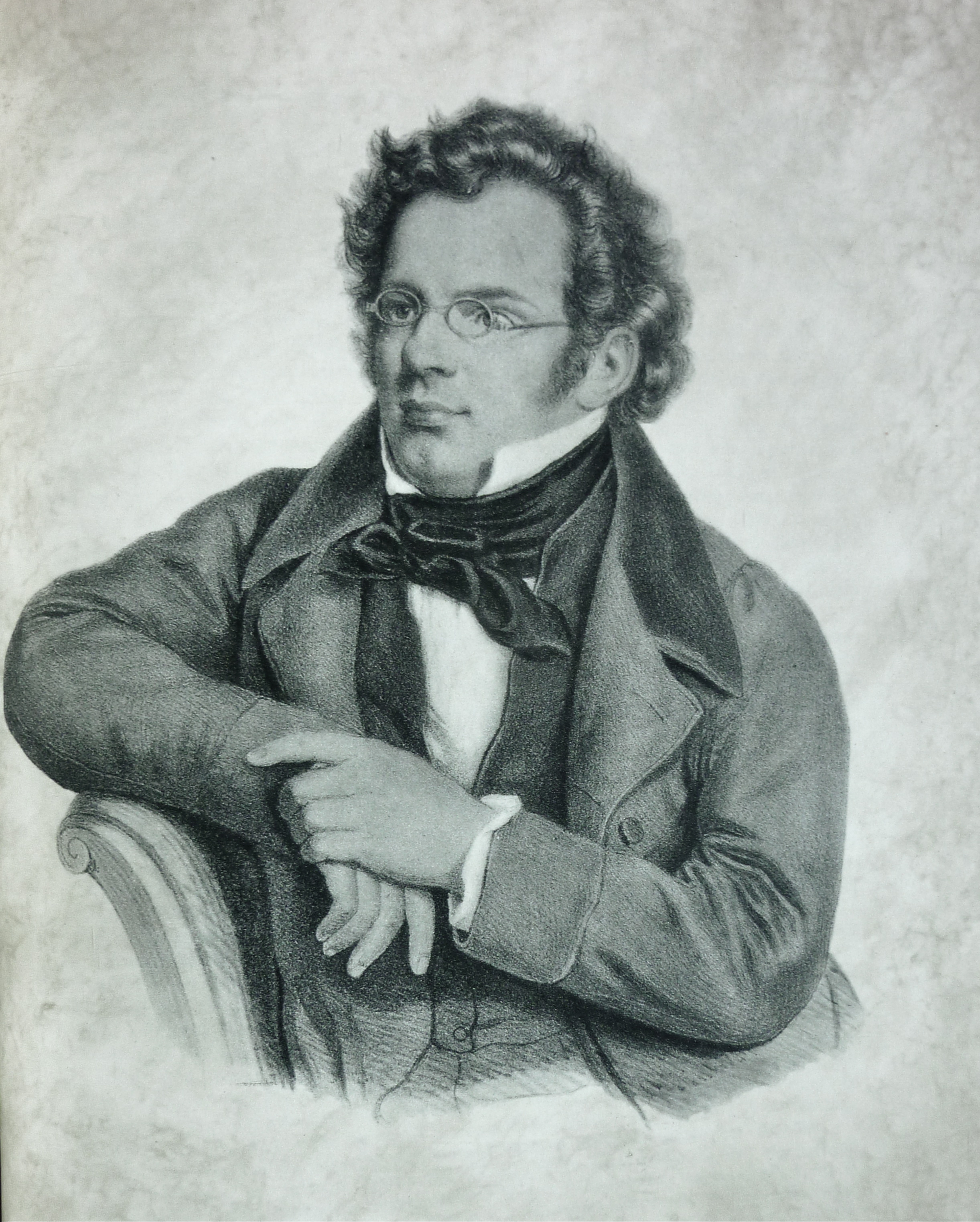
Portret Franza Schuberta

III symfonia D-dur (D 200) – symfonia skomponowana przez Franza Schuberta w 1815 roku. 
W dwa miesiące po ukończeniu II Symfonii B-dur (D125), 24 maja 1815 roku Schubert zaczyna komponować III Symfonię. Niespełna dwa miesiące później – 19 lipca 1815 roku, dzieło zostaje ukończone. W tym czasie Schubert komponuje m.in. singspiel Fernando (D220), Salve Regina F-dur (D223) oraz liczne pieśni. 
Pierwsze publiczne wykonanie (tylko ostatnia część) miało miejsce 2 grudnia 1860 roku w Redoutensal w Wiedniu pod dyrekcją Johanna Herbecka. Pięć lat później, 17 grudnia 1865 roku, Herbeck wykonał VIII Symfonię h-moll "Niedokończoną"(D759) jako finał dodając ostatnią część III Symfonii D-dur. Cały utwór został wykonany 19 lutego 1881 roku w Crystal Palace w Londynie pod dyrekcją Augusta Mannsa.

## Obsada
Skrzypce I, II, altówka, wiolonczela, kontrabas, flet I, II, obój, klarnet, fagot, róg, trąbka, kotły

## Części utworu
I Adagio maestoso - Allegro con brio
II Allegretto
III Menuetto Vivace
IV Presto vivace